# Mazille
Mazille település Franciaországban, Saône-et-Loire megyében. Lakosainak száma 401 fő (2022. január 1.). Mazille Château, Bergesserin, Jalogny, Sainte-Cécile és Navour-sur-Grosne községekkel határos.

## Népesség
A település népességének változása:
| Lakosok száma | 392  | 392  | 456  | 384  | 380  | 377  | 374  | 387  | 401  |
|               | 2013 | 2015 | 2016 | 2017 | 2018 | 2019 | 2020 | 2021 | 2022 |